# 尼利維爾 (密蘇里州)
尼利維爾（英語：Neelyville）是位於美國密蘇里州巴特勒縣的城市。

## 人口
根據2020年美國人口普查的數據，尼利維爾的面積為2.98平方千米，皆為陸地。當地共有人口318人，而人口密度為每平方千米107人。